# Threshold (Erik Norlander)
Threshold is het debuutalbum van Erik Norlander. In de jaren 90 werd de stroming progressieve rock weer langzaam opgestart, nadat zij in de jaren daarvoor in de verdomhoek was gezet. Bij dit album deed Keith Emerson, die een voorwoord schreef, daar nog zijn beklag over. Emerson was een van de voorbeelden voor de jonge Erik Norlander, dat is niet alleen te horen in zijn muziek, maar ook in het gekozen instrumentarium. De muziek is grotendeels geschreven vanuit het oogpunt van virtuoos bespelen van allerlei toetsinstrumenten voor een trio bestaande uit toetsenist, bassist en drummer. Een parallel is te vinden met Emerson, Lake & Palmer. Een andere overeenkomst is het gekozen instrumentarium zoals de Moog en Minimoog, het hammondorgel en de Arp string synthesizer, toch voornamelijk “oude” toetsinstrumenten, die al dan niet van Emerson geleend werden.  
Het album is opgenomen in de Walden West Recorder in West Hills (Californië) en is instrumentaal. De muziek slingert heen en weer tussen die van Emerson uit de tijden van ELP en het andere voorbeeld van Norlander, Rick Wakeman (track 8).
Het album werd een aantal keren heruitgegeven; er is een 
dubbel-cd-editie van Norlander zelf. Het thema van het album wijst in de richting van sciencefiction en dan met name de Foundationserie van Isaac Asimov, Trantor is een fictieve planeet uit die serie. 

## Musici
- Erik Norlander – toetsinstrumenten
- Don Schiff – basgitaar (later de band van Lana Lane)
- Greg Ellis – slagwerk (later VAS)

## Muziek
Alle van Norlander

| Nr. | Titel                                                                                     | Duur  |
| --- | ----------------------------------------------------------------------------------------- | ----- |
| 1.  | Arrival                                                                                   | 1:54  |
| 2.  | Neurosaur                                                                                 | 5:22  |
| 3.  | No cross to carry                                                                         | 5:44  |
| 4.  | Threshold                                                                                 | 8:10  |
| 5.  | Neuro boogie                                                                              | 5:32  |
| 6.  | Trantor station                                                                           | 5:28  |
| 7.  | Waltz of the Biots (1.Particle storm; 2. Cocktails in the vestibule; 3. Grand ballroom)   | 11:12 |
| 8.  | Critical mass (1. Leviathan; 2. Anthem, 3. Republic; 4. Foundation; 5. Leviathan reprise) | 7:43  |